# Ex-Bartender
Pour plus de détails, voir Fiche technique et Distribution.
Ex-Bartender est un court métrage américain réalisé par Frank R. Strayer, sorti en 1931.

## Fiche technique
- Titre original : Ex-Bartender
- Réalisation : Frank R. Strayer
- Scénario : Scott Darling
- Son : Buddy Myers
- Production : Sigmund Neufeld
- Société de production : Tiffany Productions
- Pays d'origine :  États-Unis
- Langue originale : anglais
- Format : Noir et blanc  — 35 mm — 1,20:1 — son mono
- Genre : Comédie
- Durée : 2 bobines
- Dates de sortie : États-Unis : janvier 1931

## Distribution
- Paul Hurst
- Pert Kelton
- Robert Ellis
- Franklyn Farnum
- George Ovey